# Șarpe, șarpe de dudău (album)
Șarpe, șarpe de dudău a fost al doilea disc publicat de cântăreața de muzică populară Maria Ciobanu, la casa de înregistrări Electrecord, în anul 1967. Discul conține patru piese.

## Piese
1. Șarpe, șarpe de dudău
2. Iese-n codri, firul ierbii
3. La tulpina fagului
4. Plânge codrul și iarba

## Personal
Acest album a fost înregistrat cu ajutorul orchestrei conduse de Victor Predescu.